# Nicholas Golovin
Nicholas Erasmus Golovin (Odesa, 1 de marzo de 1912 - Washington D. C., 27 de abril de 1969), fue un físico de origen ruso nacionalizado estadounidense, asesor presidencial para la ciencia aeronáutica y espacial en la época del Programa Apolo.

## Semblanza
Golovin nació en 1912 en la ciudad por entonces perteneciente a Rusia de Odesa, emigrando con 20 años de edad a los Estados Unidos, donde llegó en 1932. Entre 1933 y 1936 se graduó en matemáticas y física en la Universidad de Columbia. Tras trabajar en la empresa neoyorkina RH Macy & Co., en 1942 se incorporó como jefe de producción de herramientas a la Junta de Producción de Guerra en Washington D. C., terminando la Segunda Guerra Mundial como teniente de la Reserva Naval.
Tras la guerra, ocupó numerosos cargos técnico-administrativos en la artillería naval, trasladándose a California. En 1955 se doctoró en física teórica en la Universidad George Washington, siendo nombrado en 1958 jefe científico del Centro de Investigación de Misiles de White Sands, Nuevo México. Este cargo supuso su implicación en el programa Apolo, al que estuvo ligado prácticamente hasta su prematura muerte en 1969, siendo asesor técnico de la Oficina del Asistente Especial del Presidente para la Ciencia y la Tecnología de Washington D. C. entre 1962 y 1968.

## Publicaciones
- Critical Points in the Normal Vibration Spectra of Cubic Lattices (Nicholas Erasmus Golovin). George Washington University, 1955 - 190 páginas.[2]

## Eponimia
- El cráter lunar Golovin lleva este nombre en su memoria.